# Macroconops sinensis
Macroconops sinensis är en tvåvingeart som beskrevs av Ouchi 1942. Macroconops sinensis ingår i släktet Macroconops och familjen stekelflugor. Inga underarter finns listade i Catalogue of Life.